# Longuerue
Longuerue est une commune française située dans le département de la Seine-Maritime en région Normandie.

## Géographie

### Communes limitrophes
| La Rue-Saint-Pierre | Vieux-Manoir      | Sainte-Croix-sur-Buchy     |
| Pierreval           | Longuerue         | Saint-Germain-des-Essourts |
| Bierville           | Blainville-Crevon |                            |

### Hydrographie
La commune est située dans le bassin Seine-Normandie. Elle n'est drainée par aucun cours d'eau,.

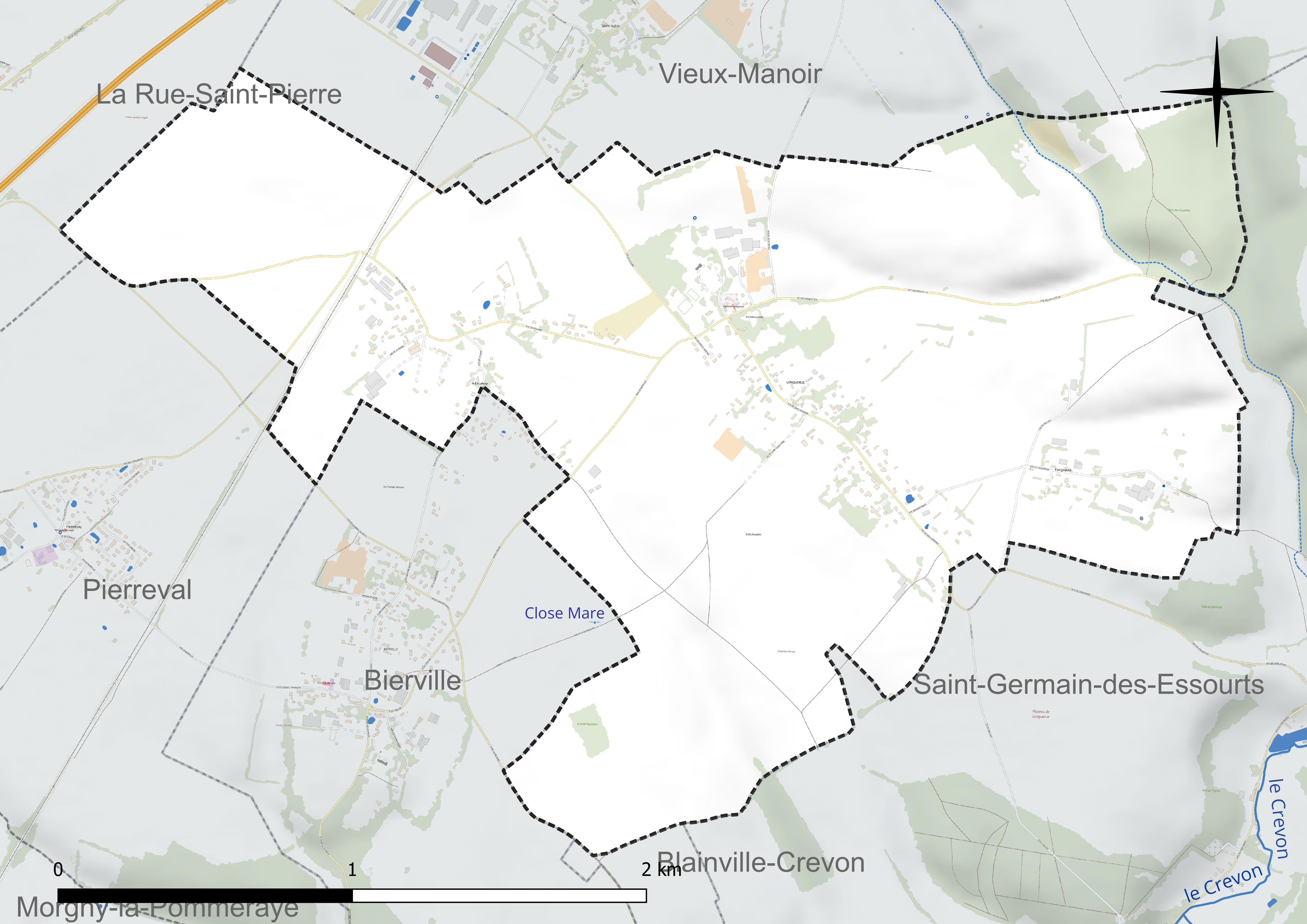
Réseau hydrographique de Longuerue.

### Climat
Pour des articles plus généraux, voir Climat de la Normandie et Climat de la Seine-Maritime.
En 2010, le climat de la commune est de type climat océanique dégradé des plaines du Centre et du Nord, selon une étude du CNRS s'appuyant sur une série de données couvrant la période 1971-2000. En 2020, Météo-France publie une typologie des climats de la France métropolitaine dans laquelle la commune est exposée à un climat océanique et est dans la région climatique Côtes de la Manche orientale, caractérisée par un faible ensoleillement (1 550 h/an) ; forte humidité de l’air (plus de 20 h/jour avec humidité relative > 80 % en hiver), vents forts fréquents. Parallèlement le GIEC normand, un groupe régional d’experts sur le climat, différencie quant à lui, dans une étude de 2020, trois grands types de climats pour la région Normandie, nuancés à une échelle plus fine par les facteurs géographiques locaux. La commune est, selon ce zonage, exposée à un « climat maritime », correspondant au Pays de Caux, frais, humide et pluvieux, légèrement plus frais que dans le Cotentin.
Pour la période 1971-2000, la température annuelle moyenne est de 10 °C, avec une amplitude thermique annuelle de 13,9 °C. Le cumul annuel moyen de précipitations est de 900 mm, avec 13,5 jours de précipitations en janvier et 8,7 jours en juillet. Pour la période 1991-2020, la température moyenne annuelle observée sur la station météorologique la plus proche, située sur la commune de Rouen à 18 km à vol d'oiseau, est de 12,6 °C et le cumul annuel moyen de précipitations est de 817,9 mm,. Pour l'avenir, les paramètres climatiques de la commune estimés pour 2050 selon différents scénarios d’émission de gaz à effet de serre sont consultables sur un site dédié publié par Météo-France en novembre 2022.

## Urbanisme

### Typologie
Au 1er janvier 2024, Longuerue est catégorisée commune rurale à habitat dispersé, selon la nouvelle grille communale de densité à sept niveaux définie par l'Insee en 2022.
Elle est située hors unité urbaine. Par ailleurs la commune fait partie de l'aire d'attraction de Rouen, dont elle est une commune de la couronne,. Cette aire, qui regroupe 317 communes, est catégorisée dans les aires de 200 000 à moins de 700 000 habitants,.

### Occupation des sols
L'occupation des sols de la commune, telle qu'elle ressort de la base de données européenne d’occupation biophysique des sols Corine Land Cover (CLC), est marquée par l'importance des territoires agricoles (94,1 % en 2018), une proportion identique à celle de 1990 (94,1 %). La répartition détaillée en 2018 est la suivante : 
terres arables (69,7 %), prairies (24,4 %), forêts (5,9 %). L'évolution de l’occupation des sols de la commune et de ses infrastructures peut être observée sur les différentes représentations cartographiques du territoire : la carte de Cassini (XVIIIe siècle), la carte d'état-major (1820-1866) et les cartes ou photos aériennes de l'IGN pour la période actuelle (1950 à aujourd'hui).

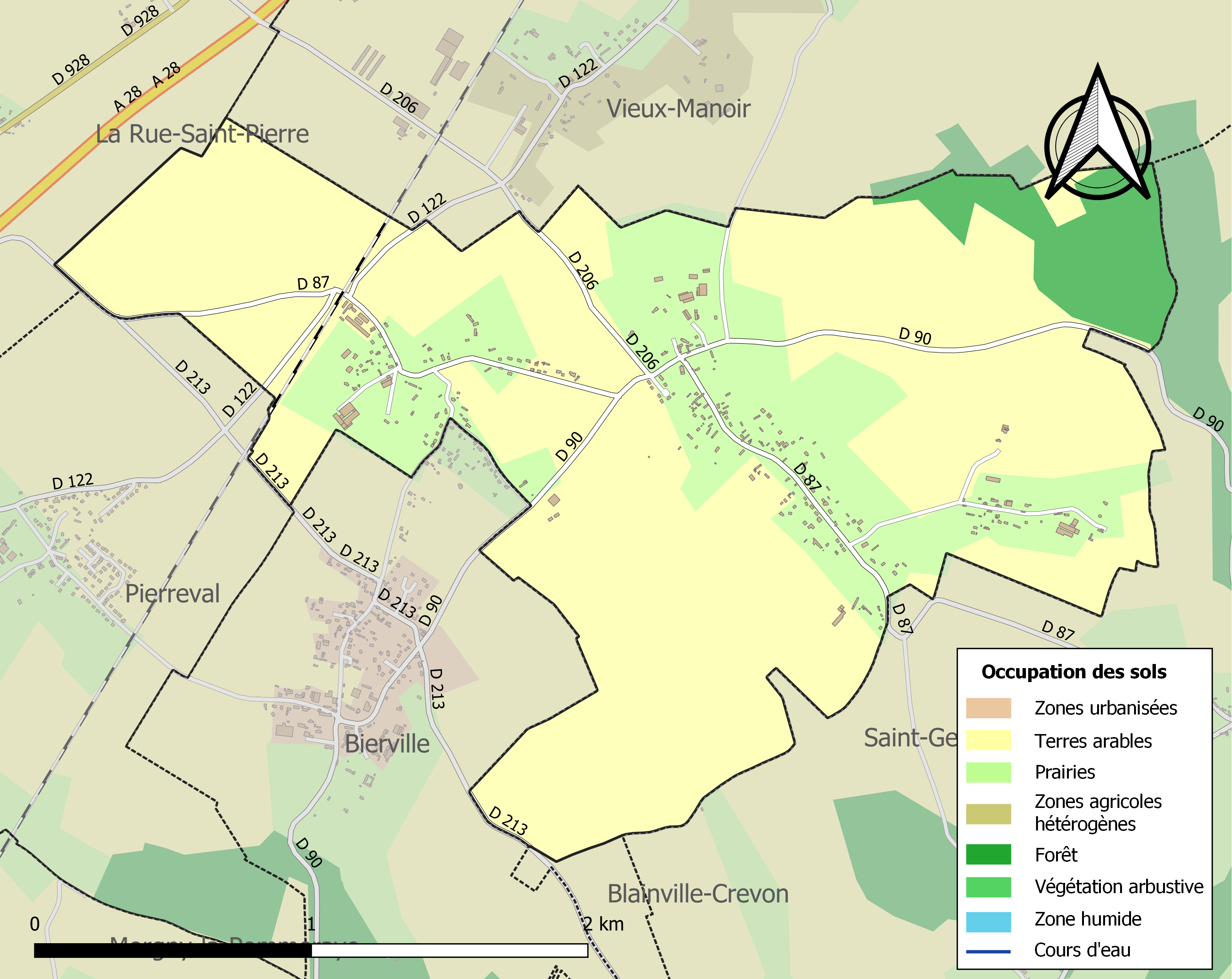
Carte des infrastructures et de l'occupation des sols de la commune en 2018 (CLC).

### Habitat et logement
En 2018, le nombre total de logements dans la commune était de 149, alors qu'il était de 133 en 2013 et de 120 en 2008.
Parmi ces logements, 94 % étaient des résidences principales, 1,5 % des résidences secondaires et 4,5 % des logements vacants. Ces logements étaient pour 89,5 % d'entre eux des maisons individuelles et pour 10,5 % des appartements.
Le tableau ci-dessous présente la typologie des logements à Longuerue en 2018 en comparaison avec celle de la Seine-Maritime	 et de la France entière. Une caractéristique marquante du parc de logements est ainsi une proportion de résidences secondaires et logements occasionnels (1,5 %) inférieure à celle du département (3,9 %) et  à celle de la France entière (9,7 %). Concernant le statut d'occupation de ces logements, 81,1 % des habitants de la commune sont propriétaires de leur logement (78 % en 2013), contre 53 % pour la Seine-Maritime et 57,5 pour la France entière.
| Typologie                                               | Longuerue | Seine-Maritime | France entière |
| ------------------------------------------------------- | --------- | -------------- | -------------- |
| Résidences principales (en %)                           | 94        | 88             | 82,1           |
| Résidences secondaires et logements occasionnels (en %) | 1,5       | 3,9            | 9,7            |
| Logements vacants (en %)                                | 4,5       | 8,1            | 8,2            |

## Toponymie
Le nom de la localité est attesté sous les formes de Longa Rua vers 1240 et en 1236; Apud Longum vicum en 1284; In parrochia de Longo vico en 1289; Longuerue en 1319; Longus Vicus en 1337; A Longue rue en 1394 et 1395; Longue Rue en 1431 (Longnon ); A Longuerue en 1451; La Longue Rue en 1469; Notre Dame de Longuerue en 1454, en 1455, en 1460, en 1508 et en 1455; Fief de Longuerue en 1632, 1664 et 1698 et en 1784; Notre Dame de Longuerue en 1715; Longuerue en 1715 (Frémont) et en 1757 (Cassini).

## Politique et administration

### Rattachements administratifs et électoraux

#### Rattachements administratifs
La commune se trouve depuis 1926 dans l'arrondissement de Rouen du département de la Seine-Maritime.
Elle faisait partie depuis 1793 du canton de Buchy. Dans le cadre du redécoupage cantonal de 2014 en France, cette circonscription administrative territoriale a disparu, et le canton n'est plus qu'une circonscription électorale.

#### Rattachements électoraux
Pour les élections départementales, la commune fait partie depuis 2014 du canton de Saint-Cloud
Pour l'élection des députés, elle fait partie de la huitième circonscription des Hauts-de-Seine.

### Intercommunalité
Longuerue était membre de la communauté de communes du Moulin d'Écalles, un établissement public de coopération intercommunale (EPCI) à fiscalité propre créé en 1994 et auquel la commune avait transféré un certain nombre de ses compétences, dans les conditions déterminées par le code général des collectivités territoriales.
Dans le cadre des dispositions de la loi portant nouvelle organisation territoriale de la République du 7 août 2015, qui prévoit que les établissements publics de coopération intercommunale (EPCI) à fiscalité propre doivent avoir un minimum de 15 000 habitants, cette intercommunalité a fusionné avec ses voisines pour former, le 1er janvier 2017, la communauté de communes Inter-Caux-Vexin dont est désormais membre la commune.

### Liste des maires
| Période                                  | Période                         | Identité       | Étiquette | Qualité                                                               |
| ---------------------------------------- | ------------------------------- | -------------- | --------- | --------------------------------------------------------------------- |
| Les données manquantes sont à compléter. |                                 |                |           |                                                                       |
| 1835                                     |                                 | M. Cavé        |           |                                                                       |
|                                          |                                 | Augustin Mahet |           |                                                                       |
| 1874                                     |                                 | M. de Lalonde  |           |                                                                       |
| 1939                                     |                                 | M. Freville    |           |                                                                       |
| Les données manquantes sont à compléter. |                                 |                |           |                                                                       |
| mars 2008                                | mai 2020                        | Corinne Joutel |           |                                                                       |
| juillet 2020 ,                           | En cours (au 30 septembre 2021) | Jacques Petit  |           | commercial et responsable magasinier dans une entreprise industrielle |

## Démographie
L'évolution du nombre d'habitants est connue à travers les recensements de la population effectués dans la commune depuis 1793. Pour les communes de moins de 10 000 habitants, une enquête de recensement portant sur toute la population est réalisée tous les cinq ans, les populations de référence des années intermédiaires étant quant à elles estimées par interpolation ou extrapolation. Pour la commune, le premier recensement exhaustif entrant dans le cadre du nouveau dispositif a été réalisé en 2005.

En 2022, la commune comptait 342 habitants, en évolution de +8,23 % par rapport à 2016 (Seine-Maritime : +0,35 %, France hors Mayotte : +2,11 %).
| 1793 | 1800 | 1806 | 1821 | 1831 | 1836 | 1841 | 1846 | 1851 |
| ---- | ---- | ---- | ---- | ---- | ---- | ---- | ---- | ---- |
| 307  | 302  | 312  | 335  | 329  | 330  | 299  | 310  | 296  |

| 1856 | 1861 | 1866 | 1872 | 1876 | 1881 | 1886 | 1891 | 1896 |
| ---- | ---- | ---- | ---- | ---- | ---- | ---- | ---- | ---- |
| 306  | 305  | 293  | 228  | 240  | 240  | 230  | 233  | 242  |

| 1901 | 1906 | 1911 | 1921 | 1926 | 1931 | 1936 | 1946 | 1954 |
| ---- | ---- | ---- | ---- | ---- | ---- | ---- | ---- | ---- |
| 220  | 234  | 230  | 219  | 197  | 206  | 204  | 220  | 188  |

| 1962 | 1968 | 1975 | 2005 | 2006 | 2010 | 2015 | 2020 | 2022 |
| ---- | ---- | ---- | ---- | ---- | ---- | ---- | ---- | ---- |
| 205  | 209  | 232  | 299  | 299  | 302  | 320  | 338  | 342  |

## Culture locale et patrimoine

### Lieux et monuments

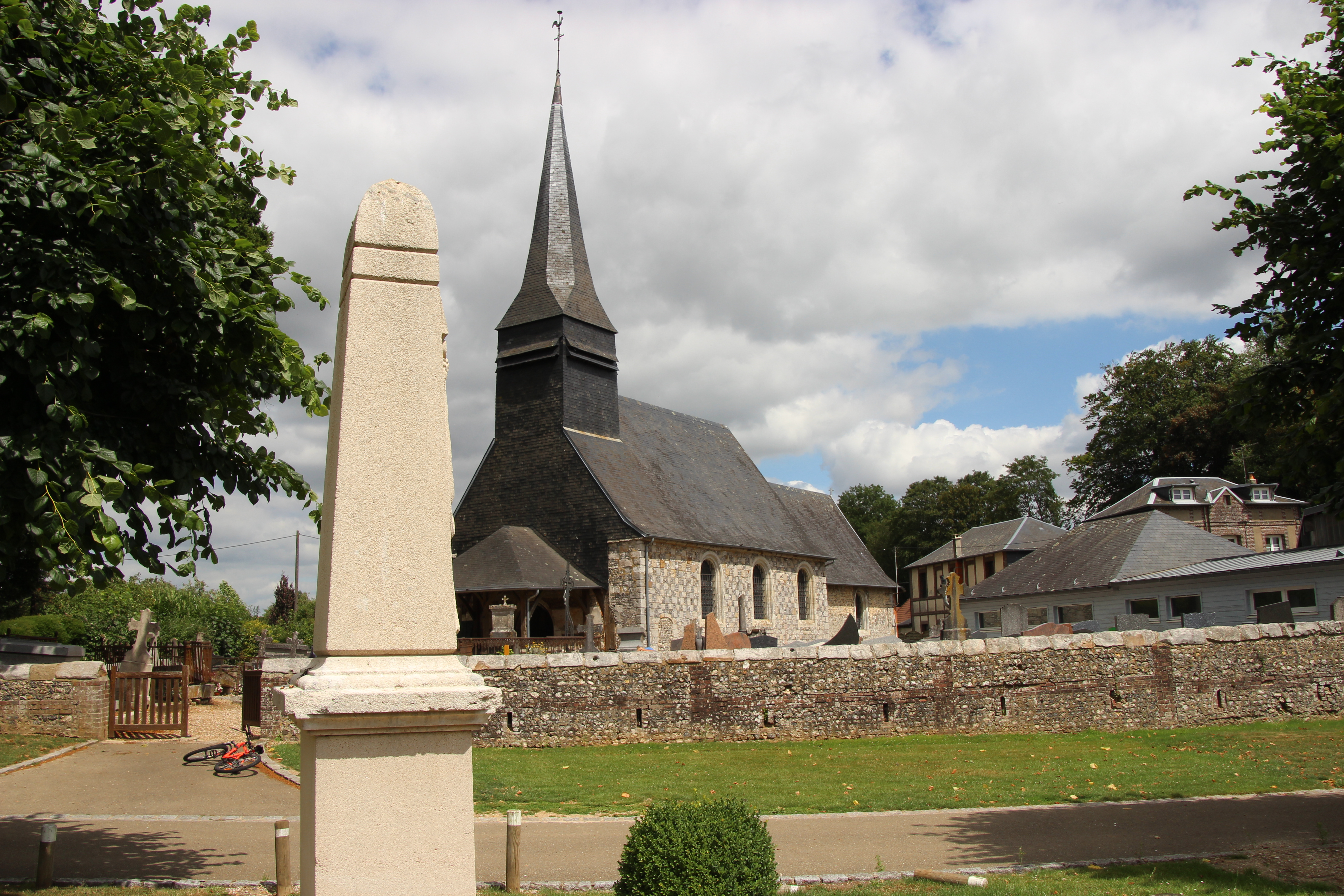
Église et monument aux morts de Longuerue

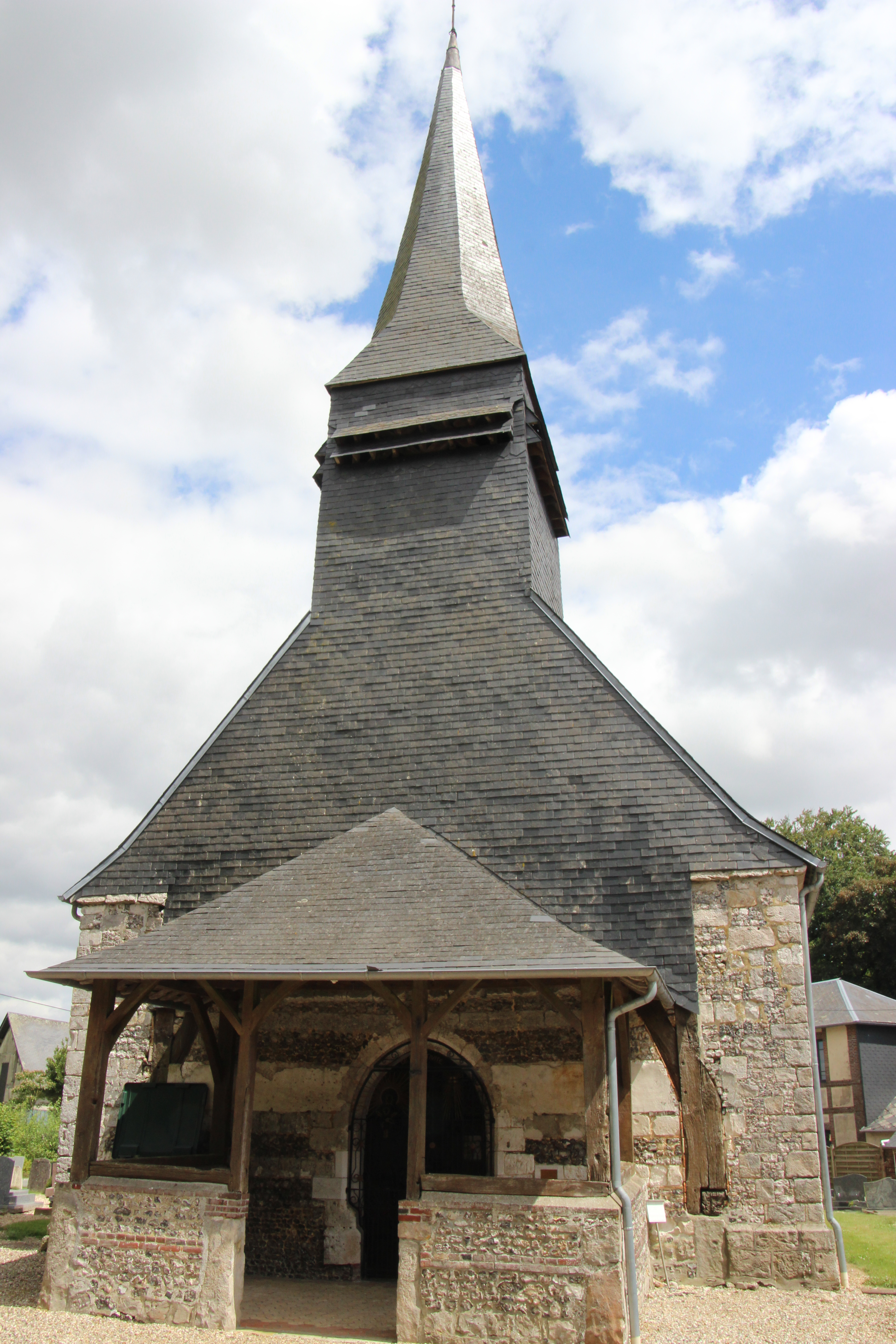
Façade de l'église

- Église Notre-Dame-de-la-Nativité.

### Héraldique
| Blason de Longuerue | Blason  | De gueules à la fasce d'argent chargée d'une étoile d'azur, accompagnée en chef de deux léopards d'or armés et lampassés d'azur et en pointe de trois croissants d'or, 2 et 1 |
| Blason de Longuerue | Détails | Les deux léopards d'or sur champ de gueules rappellent les armes de la Normandie.                                                                                             |

.